# Metarungia
Metarungia es un género de plantas fanerógamas perteneciente a la familia Acanthaceae. El género tiene tres especies de hierbas.

## Taxonomía
El género fue descrito por  Claus Baden y publicado en Kew Bulletin 39(3): 638. 1984. La especie tipo es: Metarungia galpinii

## Especies
- Metarungia galpinii
- Metarungia longistrobus
- Metarungia pubinervia